# Historique du parcours européen du Tottenham Hotspur FC
Cet article retrace en détail l'histoire européenne du club londonien de Tottenham Hotspur.
Depuis sa fondation en 1882, le Tottenham Hotspur Football Club dispute 28 saisons sur la scène européenne, devenant en 1963 le premier club anglais de l'histoire à remporter une coupe d'Europe en battant l'Atlético de Madrid en finale de la Coupe d'Europe des vainqueurs de coupes 1962-1963. La première apparition du club londonien en coupe d'Europe date de la saison 1961-1962 à l'occasion de la Coupe d'Europe des clubs champions. Faute de titres de champion d'Angleterre, le club participe régulièrement à la Coupe des coupes et à la Coupe UEFA, remportant même la toute première édition de la compétition face à Wolverhampton Wanderers, un autre club anglais. Après un échec en finale en 1974 face au Feyenoord Rotterdam, Tottenham revient sur le devant de la scène européenne en étant demi-finaliste de la Coupe des coupes en 1982 puis vainqueur de la Coupe UEFA en 1984.
Lors des années 1990, le club du nord de Londres ne fait que trois apparitions en coupe d'Europe, étant même exclu de toutes les compétitions européennes pour la saison 1995-1996 pour avoir volontairement aligné des équipes bis lors de la Coupe Intertoto 1995 avant que la sanction ne soit annulée à la suite d'un appel du club. Les années 2000 voient Tottenham se qualifier trois fois de suite en Coupe UEFA entre 2006 et 2008 avant que le club ne fasse son grand retour en Ligue des champions à la suite d'une 4e place qualificative obtenue à l'issue de la saison 2009-2010. À la suite de la saison 2010-2011, Tottenham participe lors de toutes les saisons suivantes de la décennie à une coupe d'Europe (6 fois en Ligue Europa, 4 en Ligue des champions), notamment grâce à son retour dans le top 5 anglais. En 2019, grâce à un parcours exceptionnel marqué par des rencontres épiques contre Manchester City et l'Ajax Amsterdam, Tottenham Hotspur dispute sa première finale de Ligue des champions (défaite contre Liverpool).

## Résumé

### Bilan
| Compétition             | Saisons | Titres | Joués | V   | N  | D  | BP  | BC  | Diff. | Dernière apparition | Meilleure performance   |
| ----------------------- | ------- | ------ | ----- | --- | -- | -- | --- | --- | ----- | ------------------- | ----------------------- |
| Ligue des champions     | 7       | 0      | 55    | 25  | 10 | 20 | 108 | 83  | +25   | 2022-2023           | Finaliste (2019)        |
| Coupe UEFA/Ligue Europa | 16      | 2      | 153   | 88  | 37 | 28 | 315 | 134 | +181  | 2020-2021           | Vainqueur (1972, 1984)  |
| Coupe des coupes        | 6       | 1      | 33    | 20  | 5  | 8  | 65  | 34  | +31   | 1991-1992           | Vainqueur (1963)        |
| Ligue Europa Conférence | 1       | 0      | 7     | 3   | 1  | 3  | 14  | 12  | +2    | 2021-2022           | Phase de groupes (2022) |
| Coupe Intertoto         | 1       | 0      | 4     | 1   | 0  | 3  | 3   | 13  | -10   | 1995                | Phase de groupes (1995) |
| Totaux                  | 30      | 3      | 251   | 135 | 53 | 63 | 500 | 275 | +225  |                     |                         |

### Finales européennes
| Date                                     | Adversaire              | Compétition                   | Score                       | Entraîneur          | Capitaine                     |
| ---------------------------------------- | ----------------------- | ----------------------------- | --------------------------- | ------------------- | ----------------------------- |
| 15 mai 1963                              | Atlético Madrid         | Coupe des coupes 1962-1963    | 5 - 1                       | Bill Nicholson      | Danny Blanchflower            |
| 3 mai 1972 (aller) 17 mai 1972 (retour)  | Wolverhampton Wanderers | Coupe UEFA 1971-1972          | 3 - 2 (cum.)                | Bill Nicholson      | Alan Mullery                  |
| 22 mai 1974 (aller) 29 mai 1974 (retour) | Feyenoord Rotterdam     | Coupe UEFA 1973-1974          | 2 - 4 (cum.)                | Bill Nicholson      | Martin Peters                 |
| 9 mai 1984 (aller) 23 mai 1984 (retour)  | RSC Anderlecht          | Coupe UEFA 1983-1984          | 2 - 2 (cum.) 4 - 3 (t.a.b.) | Keith Burkinshaw    | Steve Perryman Graham Roberts |
| 1er juin 2019                            | Liverpool FC            | Ligue des champions 2018-2019 | 0 - 2                       | Mauricio Pochettino | Hugo Lloris                   |

### Meilleurs buteurs

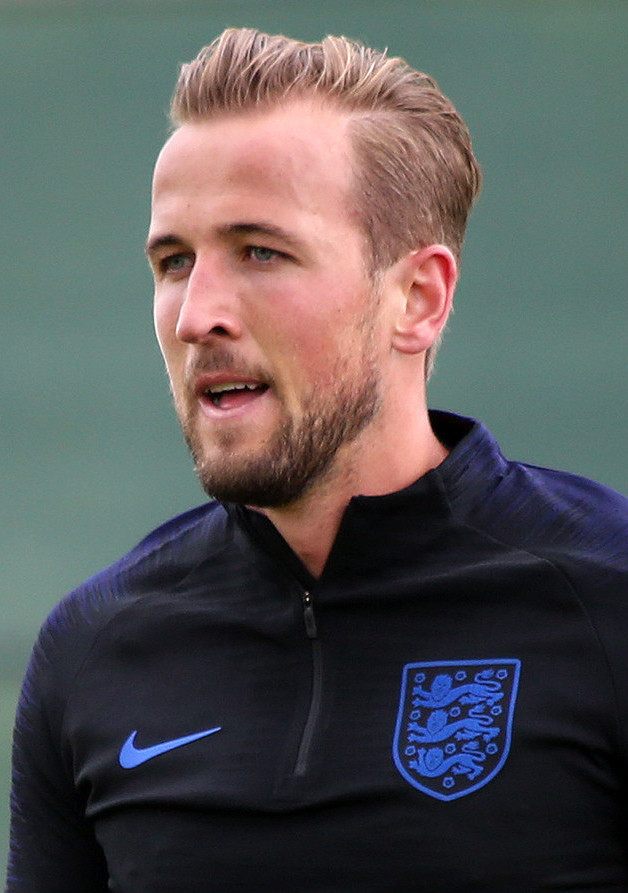
Harry Kane est le meilleur buteur et le joueur le plus capé de Tottenham sur la scène européenne.

Le tableau ci-dessous donne la liste des meilleurs buteurs européens de Tottenham Hotspur. 
| Rang | Nom              | Buts |
| ---- | ---------------- | ---- |
| 1    | Harry Kane       | 35   |
| 2    | Jermain Defoe    | 23   |
| 3    | Martin Chivers   | 22   |
| 4    | Son Heung-min    | 19   |
| 5    | Mark Falco       | 13   |
| 6    | Alan Gilzean     | 13   |
| 7    | Martin Peters    | 13   |
| 7    | Dimitar Berbatov | 12   |
| 7    | Erik Lamela      | 12   |
| 10   | Bobby Smith      | 10   |

### Joueurs les plus capés
Le tableau ci-dessous donne la liste des joueurs ayant disputé le plus de matchs européens avec Tottenham Hotspur.
| Rang | Nom               | Matchs |
| ---- | ----------------- | ------ |
| 1    | Harry Kane        | 68     |
| 2    | Hugo Lloris       | 64     |
| 2    | Steve Perryman    | 64     |
| 4    | Aaron Lennon      | 58     |
| 5    | Jan Vertonghen    | 57     |
| 6    | Son Heung-min     | 54     |
| 7    | Christian Eriksen | 51     |
| 8    | Erik Lamela       | 49     |
| 9    | Mousa Dembélé     | 44     |

## Repères historiques

### Premières participations au coupes d'Europe (1961-1968)
En 1955, la FIFA et l'UEFA décident d'organiser la première coupe d'Europe de l'histoire du football, nommée Coupe d'Europe des clubs champions, permettant, comme son nom l'indique, à tous les clubs ayant remporté leur championnat nationaux respectifs de s'affronter pour le titre de champion d'Europe des clubs. Cependant la Fédération anglaise de football (FA) s'oppose catégoriquement à la participation des clubs anglais à l’événement. Mais dès sa première édition, la coupe d'Europe est un succès et la FA se résigne donc à laisser le Birmingham City Football Club ainsi qu'à une sélection londonienne de participer à la Coupe des villes de foires en 1955. Tottenham Hotspur est alors l'un des clubs anglais réussissant le mieux en championnat, ayant remporté son premier titre de champion en 1951. Cependant, seul la première place est qualificative pour la prestigieuse coupe d'Europe et les Spurs terminent 2e du championnat en 1957 derrière Manchester United, puis 3e en 1958 et 1960. Le succès arrive enfin lors de la saison 1960-1961 et Tottenham marche sur l'Angleterre, remportant la FA Cup contre Leicester City (2-0), synonyme de qualification en Coupe d'Europe des vainqueurs de coupes, puis remporte le championnat anglais le 17 avril 1961 à la suite d'une victoire face à son dauphin de Sheffield Wednesday à White Hart Lane (2-1), complétant ainsi le premier doublé coupe-championnat du football anglais depuis celui d'Aston Villa en 1897 mais également le premier du XXe siècle. Cette saison exceptionnelle permet à Tottenham d'obtenir son premier ticket pour une coupe d'Europe, son titre de champion lui garantissant une participation à la Coupe d'Europe des clubs champions 1961-1962.

#### 1961-1962: une demi-finale de C1
Le 13 septembre 1961, Tottenham Hotspur dispute son premier match européen sur la pelouse du club polonais de Górnik Zabrze lors du tour préliminaire de la compétition. Le club londonien se retrouve rapidement mené 3-0 après seulement 40 minutes de jeu avant d'encaisser un quatrième but après le retour des vestiaires. Cependant, les Spurs réagissent et Cliff Jones marque le premier but européen de Tottenham avant que Terry Dyson n'inscrive un deuxième but pour sauver l'honneur (4-2). Mal embarqué dans la double confrontation car étant dans l'obligation de remonter deux buts, les londoniens font vivre un enfer aux polonais pour leur premier match européen à White Hart Lane. Après avoir déroulé son football, Tottenham se retrouve avec un large score de 5-1 en sa faveur à la mi-temps notamment grâce à un triplé de Jones. En seconde période, les anglais marquent encore trois buts et s'imposent sur le large score de 8 buts à 1, pour un score total de 10 buts à 5 qui leur permet de passer au premier tour de la compétition.
Au premier tour, Tottenham se retrouve confronté aux Néerlandais du Feyenoord Rotterdam. Lors du match aller sur la pelouse hollandaise, ce sont les Spurs qui marquent les premiers par l'intermédiaire de Terry Dyson avant que Frank Saul ne vienne marquer le but du break au début de la seconde période. Malgré une réduction du score adverse, Saul signe un doublé qui met Tottenham dans de bonnes conditions avant le match retour en Angleterre (1-3). Au match retour, les Néerlandais ouvrent le score après seulement 7 minutes de jeu mais les Spurs égalisent dans la foulée, permettant la qualification pour les quarts de finale (1-1),,.
En quart de finale aller, Tottenham s'incline sur la pelouse du club tchèque du Dukla Prague (1-0). A White Hart Lane au match retour, c'est un festival de buts qui voit Tottenham s'imposer face à son adversaire grâce à des doublés de Bobby Smith et Dave MacKay (4-1) pour rallier les demi-finales de la compétition.
Le ticket pour la finale se joue entre le club londonien et les portugais du Benfica Lisbonne, qui ont écrasé le FC Nuremberg au tour précédent (7-3). Au match aller au Portugal, le Benfica parvient à mener 2-0 contre Tottenham à la mi-temps mais les Spurs réduisent l'écart par Bobby Smith en seconde période, avant d'encaisser un nouveau but portugais, s'inclinant 3 buts à 1. Le début du match retour à White Hart Lane est également catastrophique pour Tottenham qui concède l'ouverture du score en un quart d'heure. Bobby Smith égalise dix minutes avant la pause puis Danny Blanchflower donne l'avantage à Tottenham sur penalty au retour des vestiaires. Le score n'évolue plus et Tottenham est éliminé aux portes de la finale malgré la victoire, sur un score cumulé de 4-3. La première saison du club londonien en Europe est une grande réussite,.

#### 1962-1963: premier titre européen
Tottenham Hotspur ne parvient pas à remporter le championnat anglais, finissant 3e à l'issue de la saison 1961-1962. Les Spurs réussissent cependant à accrocher l'Europe à la suite de leur victoire sur Burnley en finale de la FA Cup (3-1), qui leur permet de participer à la Coupe des coupes 1962-1963.

Le club londonien fait son entrée dans la compétition au premier tour, face aux écossais du Rangers FC. Lors du match aller à White Hart Lane, il ne faut que quatre minutes à John White pour ouvrir le score pour Tottenham, mais se fait égaliser dans la foulée. Dix minutes plus tard, Jimmy Greaves  redonne l'avantage aux Spurs puis Les Allen inscrit le but du break avant qu'un but contre son camp écossais vienne porter le score à 4 buts à 2 à la pause. La seconde période est plus posée, mais Maurice Norman inscrit le cinquième but de Tottenham pour sceller une belle victoire 5-2 pour entamer la campagne européenne. Au match retour, Greaves ouvre rapidement le score avant une égalisation des Rangers au retour des vestiaires. Cependant, Bobby Smith inscrit un doublé pour enterrer les écossais (2-3) et Tottenham remporte ainsi la premier tour sur le score de 8 buts à 4.

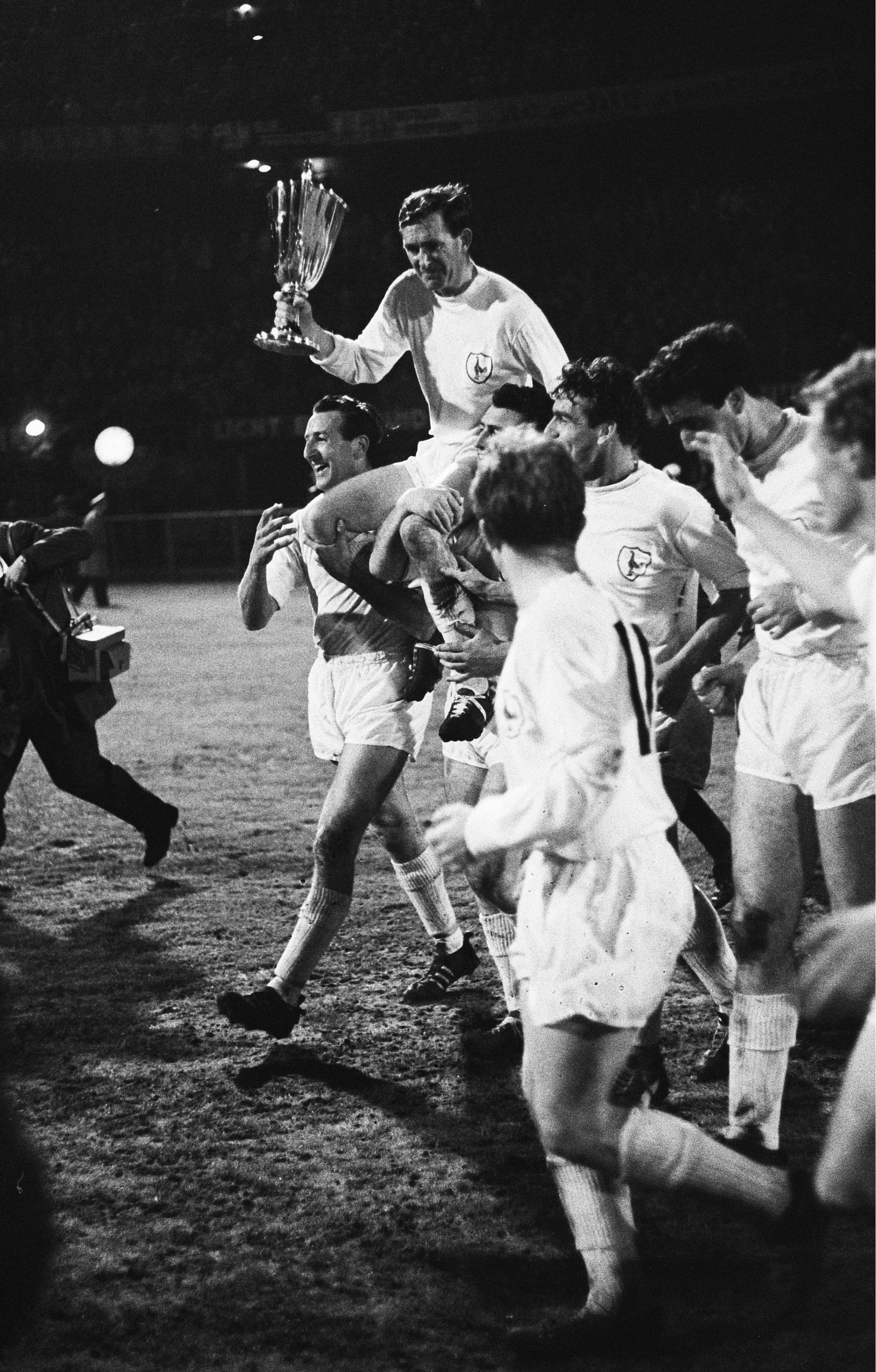
Danny Blanchflower porté par ses coéquipiers après la victoire de Tottenham Hotspur contre l'Atlético Madrid (5-1).

Les quarts de finale voient les Spurs opposés au club slovaque du ŠK Slovan Bratislava. Le match aller se déroule en Slovaquie et Tottenham se retrouve alors mené 1 à 0 à la mi-temps avant que Anton Moravčík ne crucifie le club du nord de Londres dix minutes après le retour des vestiaires, scellant la défaite de Tottenham (2-0), qui se voit alors obligé de remonter deux buts au match retour. Après une première demi-heure terne, Dave MacKay ouvre le score pour les londoniens. Jimmy Greaves inscrit le deuxième but à la 44e minute avant qu'une minute plus tard, Bobby Smith ne permette à Tottenham de tripler la mise et de refaire son retard en moins d'une mi-temps (3-0). La seconde période est la même que la première, des buts de Greaves, White et de Cliff Jones permettent à Tottenham de remporter une large victoire (6-0) et de se qualifier pour les demi-finales.
En demi-finale, c'est le club yougoslave de l'OFK Belgrade qui se dresse sur le chemin de Tottenham. John White ouvre le score après 25 minutes de jeu sur la pelouse de Belgrade avant que ces derniers n'égalisent sur penalty dix minutes plus tard. A un but partout, Jimmy Greaves reçoit un carton rouge et laisse ses coéquipiers à 10 contre 11. Cela n'empêche pas Tottenham de marquer un deuxième but et de remporter la première manche (1-2). A White Hart Lane, MacKay ouvre le score pour les Spurs mais les yougoslaves égalisent quelques minutes plus tard. Une frappe croisée de Cliff Jones redonne l'avantage aux anglais avant la pause avant qu'une tête plongeante de Bobby Smith ne vienne qualifier Tottenham en finale de la Coupe des coupes, un an après son échec en demi-finale en Coupe des clubs champions.
19
Lieu : Stade Feijenoord (49 000 spectateurs), Rotterdam, Pays-Bas .
Date : 15 mai 1963.
Score :  Tottenham Hotspur  5 - 1 Atlético de Madrid .
Buts : Jimmy Greaves   16e   80e, John White   35e, Dyson (en)   67e   85e
Effectif de Tottenham Hotspur : Bill Brown , Peter Baker (en), Ron Henry (en), Danny Blanchflower , Maurice Norman, Tony Marchi, Cliff Jones, John White, Bobby Smith, Jimmy Greaves, Terry Dyson (en).
La finale se joue en une seule rencontre le 15 mai 1963 au stade Feijenoord à Rotterdam. Elle oppose Tottenham au tenant du titre, le club espagnol de l'Atlético Madrid. Les Spurs rentrent rapidement dans le match et après 16 minutes de jeu, Jimmy Greaves ouvre le score en reprenant d'une demi-volée un centre. 20 minutes plus tard, sur un ballon mal dégagé par une défense des Colchoneros trop passive, John White double la mise d'une frappe barre rentrante. L'Atlético réduit l'écart en début de seconde période sur penalty mais Terry Dyson marque un splendide but sur un centre-tir qui trompe le gardien madrilène. Jimmy Greaves marque un deuxième but identique au premier afin de porter son total de buts à 6 pour terminer meilleur buteur de la compétition, avant que Dyson n'enterre définitivement le club espagnol d'une frappe lointaine qui va se loger dans la lucarne pour offrir à Tottenham sa première coupe d'Europe (5-1). Le club du nord de Londres remporte ainsi la première coupe d'Europe de l'histoire du football anglais et sera imité deux ans plus tard par un autre club londonien, le West Ham United Football Club,.

#### 1963-1968: perte de résultats
Tottenham Hotspur ne remporte ni le championnat ni la FA Cup lors de la saison 1962-1963, mais son statut de tenant du titre lui permet de participer à la Coupe des coupes 1963-1964. Les Spurs sont exemptés du premier tour en tant que tenants du titre et font leur entrée lors des huitièmes de finale face à Manchester United. Le match aller se déroule à White Hart Lane et le score est nul et vierge à la pause. Cependant, Tottenham parvient à trouver la faille et Dave MacKay ouvre le score pour le club du nord de Londres. Alors qu'il ne reste que cinq minutes à jouer, Terry Dyson enfonce le clou, portant le score à 2-0 pour Tottenham qui se retrouve en bonne condition avant le match retour à Old Trafford. Cependant, il ne faut que six minutes à David Herd pour ouvrir le score et Tottenham se retrouve mené 1-0 à la pause. Herd s'offre un doublé en début de seconde période pour égaliser sur l'ensemble des rencontres mais cinq minutes plus tard, Jimmy Greaves réduit le score pour remettre Tottenham devant les Red Devils. Les Spurs craquent complètement dans le dernier quart d'heure et Bobby Charlton inscrit un doublé en cinq minutes pour qualifier son équipe et éliminer Tottenham de la compétition (4-1).
Après cet échec, il faut quatre ans au club du nord de Londres pour retrouver une coupe d'Europe, remportant à l'issue de la saison 1966-1967 la FA Cup lors d'un derby londonien contre Chelsea (2-1). Tottenham gagne alors son ticket pour la Coupe des coupes pour la troisième fois de son histoire. Les Spurs font leur entrée lors des seizièmes de finale face au club yougoslave du HNK Hajduk Split. Dès la 4e minute du match, Jimmy Robertson assomme les Blancs en ouvrant le score pour Tottenham (0-1). Un deuxième but de Jimmy Greaves à la 88e minute permettra à Tottenham d'aborder le match retour à White Hart Lane dans de bonnes dispositions (0-2). Devant ses supporters, Tottenham déroule son football pour mener tranquillement 3 buts à 0 à la mi-temps. Cependant, en fin de match, les yougoslaves inscrivent deux buts en deux minutes avant que Robertson ne marque son deuxième but du match une minute plus tard. Malgré un penalty tardif encaissé Tottenham s'impose (4-3) et se qualifie pour les huitièmes de finale face à l'Olympique lyonnais. Lors du match aller au stade de Gerland, les deux équipes se retrouvent réduites à 10 contre 10 à la suite des expulsions de André Guy et d'Alan Mullery à la 34e minute. Tottenham résiste mais encaisse un but de Fleury Di Nallo dans le dernier quart d'heure pour sceller la défaite des Spurs, obligés de s'imposer à White Hart Lane. Jimmy Greaves inscrit un doublé en première période qui permet à Tottenham de passer devant Lyon au score cumulé avant une réduction des Gones au retour des vestiaires. Cependant, une minute plus tard, Cliff Jones porte le score à 3 buts à 1, requalifiant les Spurs mais Lyon réduit une nouvelle fois le score. Alan Gilzean porte marque le but du 4-2 mais dans les dix dernières minutes, Mohamed Bouassa permet aux français de réduire une nouvelle fois l'écart, éliminant Tottenham grâce aux but marqués à l'extérieur (4-3).

### Les glorieuses années en Coupe UEFA (1968-1985)
Tottenham Hotspur doit attendre trois années avant de participer à une nouvelle coupe d'Europe, faute de trophées remportés. En 1971, Tottenham remporte la League Cup contre Aston Villa grâce à un doublé de Martin Chivers (2-0), obtenant ainsi son ticket pour une nouvelle compétition européenne, la Coupe UEFA 1971-1972.

#### 1971-1972: première victoire en Coupe UEFA
Tottenham fait son entrée dans la compétition lors des 32e de finale face aux islandais de l'ÍBK Keflavík. Bien que le match aller se déroule sur le terrain de leurs adversaires, les Spurs prennent rapidement l'avantage grâce à Alan Gilzean, avant que Ralph Coates et Alan Mullery n’aggravent le score pour Tottenham à la mi-temps (0-3). Mullery et Gilzean (qui inscrit un triplé) terminent le travail en seconde période pour donner un large avantage à la mi-temps de la double-confrontation (1-6). Le 28 septembre 1971 à White Hart Lane, il ne faut que 19 minutes pour Martin Chivers pour inscrire un doublé, avant que Steve Perryman ne marque le troisième but des Spurs cinq minutes plus tard. Juste avant la mi-temps, Ralph Coates inscrit le quatrième but puis Chivers achève son triplé à la 58e minute. Cyril Knowles et un doublé de Alan Gilzean rendent la soirée encore plus difficile pour les islandais, avant que Phil Holder ne marque le 9e et dernier but de Tottenham, qui vient de signer sa plus large victoire sur la scène européenne (9-0) et progresse ainsi vers les 16e de finale.
Au tour suivant, Tottenham affronte le club français du FC Nantes, et fait match nul sur le terrain des Canaries (0-0). Le match retour voit Tottenham se qualifier grâce à un but de Martin Peters après un quart d'heure de jeu (1-0).
Les 8e de finale voient les Spurs confrontés au club roumain du FC Rapid Bucarest. Il ne faut qu'une minute à Martin Peters pour ouvrir le score avant que Martin Chivers n'inscrive un doublé pour permettre à Tottenham de s'imposer sur sa pelouse (3-0). Le retour n'est qu'une formalité et les londoniens s'imposent (0-2) et progressent vers le tour suivant.

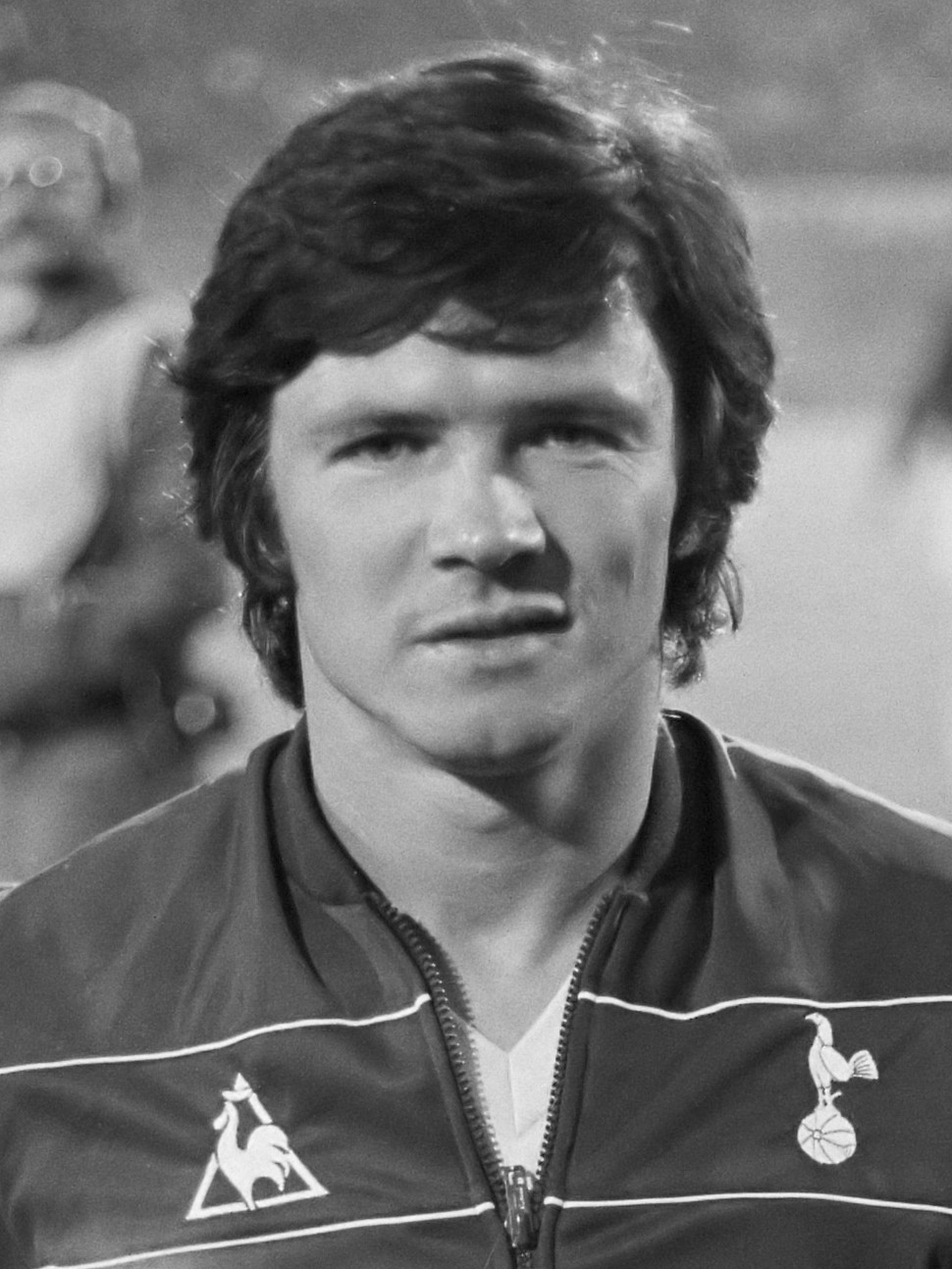
Steve Perryman, ici en 1981, inscrit un doublé contre l'AC Milan en demi-finale de la Coupe UEFA.

En quarts, c'est un nouveau club roumain de l'UTA Arad. Comme au tour précédent, Tottenham n'a pas besoin de forcer pour s'imposer sur la pelouse de son adversaire (0-2) et un match nul à White Hart Lane (1-1) est suffisant pour obtenir un ticket pour les demi-finales de la compétition.
La dernière étape avant la finale est le géant italien l'AC Milan, ayant à l'époque déjà remporté trois coupes d'Europe. Le match aller se déroule à Londres, dans un Lane rempli de plus de 42 000 supporters. Les italiens réalisent un très bon début de match et Romeo Benetti ouvre le score à la 26e minute, mais dix minutes plus tard Steve Perryman égalise pour obtenir un score de 1 but partout à la mi-temps. Alors que les deux équipes font jeu égal, Perryman inscrit un second but et Tottenham s'impose lors de la demi-finale aller (2-1). Au match retour à San Siro, Tottenham se met à l'abri à la suite de l'ouverture du score de Alan Mullery après 7 minutes de jeu. Un penalty de Gianni Rivera en seconde période permet à Milan d'égaliser mais les londoniens se qualifient pour la finale face à Wolverhampton Wanderers.
Lieu : Molineux, (38 362 spectateurs), Wolverhampton, Angleterre .
Date : 3 mai 1972.
Score :  Wolverhampton Wanderers 1 - 2 Tottenham Hotspur .
Buts : Martin Chivers   57e   87e
Effectif de Tottenham Hotspur : Pat Jennings , Joe Kinnear, Cyril Knowles, Alan Mullery , Mike England, Phil Beal (en), Alan Gilzean, Steve Perryman, Martin Chivers, Martin Peters, Ralph Coates (en) ( 68e).
Remplaçants de Tottenham Hotspur : John Pratt (en) ( 68e ).
Arbitre :  Tofik Bakhramov
Lieu : White Hart Lane (54 303 spectateurs), Londres, Angleterre .
Date : 17 mai 1972.
Score :  Tottenham Hotspur  1 - 1 Wolverhampton Wanderers .
Buts : Mullery   29e
Effectif de Tottenham Hotspur : Pat Jennings , Joe Kinnear, Cyril Knowles, Alan Mullery , Mike England, Phil Beal (en), Alan Gilzean, Steve Perryman, Martin Chivers, Martin Peters, Ralph Coates (en).
La finale de la Coupe UEFA se joue en deux rencontres, la première se disputant au Molineux Stadium des Wolves et la deuxième à White Hart Lane. A la mi-temps, le score est de 0-0, mais en seconde période, Martin Chivers ouvre le score de la tête en reprenant de la tête un coup franc. A la 72e minute, Jim McCalliog égalise, battant Pat Jennings d'une frappe croisée à la suite d'un coup franc joué rapidement. A cinq minutes de la fin de la rencontre, Chivers inscrit un doublé en envoyant en lucarne une frappe hors surface qui permet à Tottenham de s'imposer (1-2). A White Hart Lane, les Spurs ouvrent de nouveau le score, Mullery reprenant, tout comme Chivers au match aller, un coup franc de la tête. Les Wolves égalisent juste avant la pause mais le score ne bouge plus et Tottenham Hotspur remporte la deuxième coupe d'Europe de son histoire.

#### 1972-1974: Confirmation
Tottenham Hotspur se qualifie pour l'édition suivante de la Coupe UEFA grâce à son statut de tenant du titre. Les Spurs écrasent le club norvégien du FK Lyn Oslo au premier tour, gagnant le match aller sur le large score de 6 buts à 3 grâce à des doublés de Alan Gilzean et de Martin Chivers, avant de terminer le travail à White Hart Lane avec une victoire 6-0 (12-3 au score cumulé),. Tottenham s'impose ensuite face à l'Olympiakos au Lane (4-0) et la défaite au match retour ne changera rien (0-1),. En huitième de finale, les Spurs sont opposés à l'Étoile rouge de Belgrade et s'imposent à White Hart Lane grâce à des buts de Martin Chivers et d'Alan Gilzean (2-0). Comme au tour précédent, Tottenham s'incline sur la plus petite des marges lors du match retour (0-1) mais se qualifie pour les quarts de finale. Pour accéder aux demi-finales pour la deuxième année consécutive, le club du nord de Londres est opposé au club portugais du Vitória Setúbal. Les Spurs s'imposent sur le plus petit des scores sur sa pelouse (1-0), mais l'histoire se répète encore une fois et Tottenham se retrouve mené 2 buts à 0 au Portugal mais obtient son ticket pour les demi-finales grâce à une réalisation de Martin Chivers en fin de match. Tottenham se retrouve opposé à un autre club anglais en demi-finale, le Liverpool FC. Les Spurs continuent leur mauvaise série à l'extérieur et s'inclinent à Anfield sur le plus petit des scores (1-0). Lors du match retour à White Hart Lane deux semaines plus tard, aucune équipe ne parvient à marquer et le score à la mi-temps est de 0 à 0. Quelques minutes après le retour des vestiaires, Martin Peters ouvre le score pour Tottenham mais les Reds répliquent rapidement en égalisant à la 54e minute, obligeant les londoniens à marquer deux buts pour se qualifier. Peters réussit à inscrire un second but mais Liverpool tient le coup et se qualifie pour la finale de la Coupe UEFA, éliminant Tottenham grâce aux buts marqués à l'extérieur. La même saison, Tottenham Hotspur remporte la League Cup en battant en finale Norwich City (1-0) et se qualifie pour la Coupe UEFA pour la troisième année consécutive.
Tottenham entame alors la compétition au premier tour face à un club suisse, le Grasshopper Club Zurich. Sans trop de difficultés, les anglais s'imposent sur le score cumulé de 9 buts à 2 (1-5 ; 4-1) et se qualifient pour le tour suivant,,. Les Spurs tombent sur le Aberdeen FC en seizième de finale et font match nul sur leur pelouse (1-1),. Le match retour au Lane est une démonstration de force et Tottenham l'emporte sur le score de 4 buts à 1 et passe son chemin vers les huitièmes de finale,. Au tour suivant, les Spurs dominent les Soviétiques du Dinamo Tbilissi, qui sont écrasés à White Hart Lane sur le score de 5-1, après avoir fait match nul en URSS,,,. Tottenham atteint les demi-finales de la Coupe UEFA pour la troisième fois consécutive après avoir battu le FC Cologne en quarts de finale sur le score cumulé de 5 buts à 1 (1-2 ; 3-0). Pour atteindre la finale, le club du nord de Londres doit battre le club allemand du Lokomotive Leipzig. Le match aller a lieu le 10 avril 1974 à Leipzig. Des buts de Martin Peters et de Ralph Coates en première période permettent à Tottenham de s'imposer (1-2). Le match retour à White Hart Lane le 24 avril 1974 voit les deux équipes rentrer au vestiaire sans avoir réussi à marquer (0-0). Cependant, des buts de Chris McGrath et Martin Chivers achèvent les espoirs allemands et permettent à Tottenham de se qualifier pour la finale de la compétition face au Feyenoord Rotterdam.
Lieu : White Hart Lane, (46 281 spectateurs), Londres, Angleterre .
Date : 21 mai 1974.
Score :  Tottenham Hotspur 2 - 2 Feyenoord Rotterdam .
Buts : England   40e
Israël   63e (csc)
Effectif de Tottenham Hotspur : Pat Jennings , Ray Evans (en), Terry Naylor (en), John Pratt (en), Mike England, Phil Beal (en) ( 81e), Chris McGrath (en), Steve Perryman, Martin Chivers, Martin Peters , Ralph Coates (en).
Remplaçants de Tottenham Hotspur : Mike Dillon (en) ( 81e ).
Arbitre :  Rudolf Scheurer
Lieu : Stade Feijenoord (59 317 spectateurs), Rotterdam, Pays-Bas .
Date : 29 mai 1974.
Score :  Feyenoord Rotterdam 2 - 0 Tottenham Hotspur .
Effectif de Tottenham Hotspur : Pat Jennings , Ray Evans (en), Terry Naylor (en), John Pratt (en) ( 75e), Mike England, Phil Beal (en), Chris McGrath (en), Steve Perryman, Martin Chivers, Martin Peters , Ralph Coates (en).
Les deux clubs s'étaient déjà affrontés lors de la Coupe des clubs champions européens en 1962 et Tottenham avait éliminé les Néerlandais. Le match aller se dispute à White Hart Lane le 21 mai 1974. Après 40 minutes de jeu, Mike England ouvre le score de la tête pour Tottenham en reprenant de la tête un coup franc de Ray Evans, mais Feyenoord répond dans la foulée grâce à une égalisation sur coup franc direct de Willem van Hanegem, le score étant donc de 1 but partout à la pause. Les Spurs reprennent l'avantage grâce à un but contre son camp du capitaine néerlandais Rinus Israël mais alors qu'il reste cinq minutes à jouer, Theo de Jong égalise en battant Pat Jennings d'une frappe croisée, obligeant Tottenham à gagner au match retour (2-2). Au match retour au stade Feijenoord le 29 mai 1974, les néerlandais ouvrent la marque sur un coup de tête de Wim Rijsbergen à ka suite d'une sortie ratée de Jennings. Une frappe croisée dans le petit filet droit de Peter Ressel à la 84e minute achève les minces espoirs de Tottenham qui s'incline en finale de la Coupe UEFA (0-2).

#### 1981-1985: Maintien au premier plan européen

##### 1981-1983: Retour en Coupe des coupes
Bill Nicholson, qui était à la tête du club depuis 1958, quitte l'équipe au début de la saison 1974-1975 et laisse un grand vide derrière lui. Tottenham Hotspur vit alors des saisons extrêmement compliquées, étant relégué à l'issue de la saison 1976-1977. Le club se maintient en D1 pour les saisons suivantes avant de revenir au premier plan en remportant la FA Cup en 1981 contre Manchester City en finale (victoire 3-2 en replay après un match nul 1-1). Tottenham retrouve alors l'Europe après sept années d'absence en obtenant son ticket pour la Coupe des coupes 1981-1982. L'équipe a alors changé de visage, comptant dans ses rangs Glenn Hoddle, Marc Falco, Steve Archibald et le champion du monde argentin de 1978, Ricardo Villa.
Le club londonien fait son entrée au premier tour face au légendaire club hollandais, l'Ajax Amsterdam. Le match aller se déroule aux Pays-Bas le 16 septembre 1981 et c'est bien Tottenham qui mène à la mi-temps sur le score de 2 à 0 grâce à un doublé de Marc Falco. Un but de Ricky Villa en seconde période vient sceller la victoire des Spurs sur la pelouse des ajacides (1-3). Le match retour n'est qu'une formalité et Tottenham l'emporte 3-0 sur sa pelouse et élimine dès le premier tour un géant d'Europe. Le tour suivant voit le club londonien confronté à l'équipe irlandaise du Dundalk Football Club. Après une première mi-temps sans but, Garth Crooks ouvre le score pour les Spurs mais à 10 minutes de la fin, les irlandais reviennent au score et les deux équipes se quittent sur un match nul dans l'attente du retour à White Hart Lane deux semaines plus tard. La rencontre est très serrée et Crooks débloque de nouveau la situation en ouvrant le score à la 63e minute, comme ce fut la cas lors du match aller. Le score en reste là et Tottenham se qualifie pour quarts de finale contre l'Eintracht Francfort. Le match aller se dispute à White Hart Lane le 3 mars 1982 et aucune des deux équipes ne parvient à ouvrir le score au bout des 45 premières minutes. Cependant, la situation change à la suite de l'ouverture Paul Miller un quart d'heure après le retour des vestiaires. Les Spurs enfoncent le clou car Micky Hazard inscrit le but du break à dix minutes de la fin de la rencontre, rendant la tâche plus compliquée pour les Aigles dans l'optique du match retour. Cependant loin d'être découragés et jouant devant leur public, les allemands n'ont besoin que de deux minutes pour ouvrir le score et dix minutes plus tard les Aigles reviennent à hauteur de Tottenham en doublant la mise. Alors que les Spurs souffrent, Glenn Hoddle surgit et inscrit un but salvateur à dix minutes du terme pour qualifier les anglais en demi-finale grâce au but à l'extérieur. Tottenham se retrouve alors face au FC Barcelone, à l'époque l'un des géants du football espagnol avec le Real Madrid. Le match aller a lieu au Lane le 7 avril 1982. Après une première période sans buts, les catalans se retrouvent en très mauvaise posture à la suite d'un mouvement de frustration de Juan José Estella, qui reçoit alors un carton rouge. Cependant, seulement deux minutes plus tard, Antonio Olmo tente sa chance d'une frappe lointaine qui paraît anodine, mais qui trompe Ray Clemence, auteur d'une énorme faute de main. Les Spurs n'abandonnent pas et Graham Roberts égalise à cinq minutes du terme en reprenant un coup franc en cloche de Glenn Hoddle (1-1). Le match retour voit Tottenham s'incliner au Camp Nou et échouer aux portes de la finale. La même saison, Tottenham remporte la FA Cup face aux Queen's Park Rangers et se qualifie pour l'édition suivante de la compétition. Malgré une démonstration de force au premier tour face au club irlandais du Coleraine FC (0-7 au score cumulé), Tottenham est éliminé de la compétition de la compétition au tour suivant par le Bayern Munich (2-5 au score cumulé).

##### 1983-1985: Confirmation en Coupe UEFA

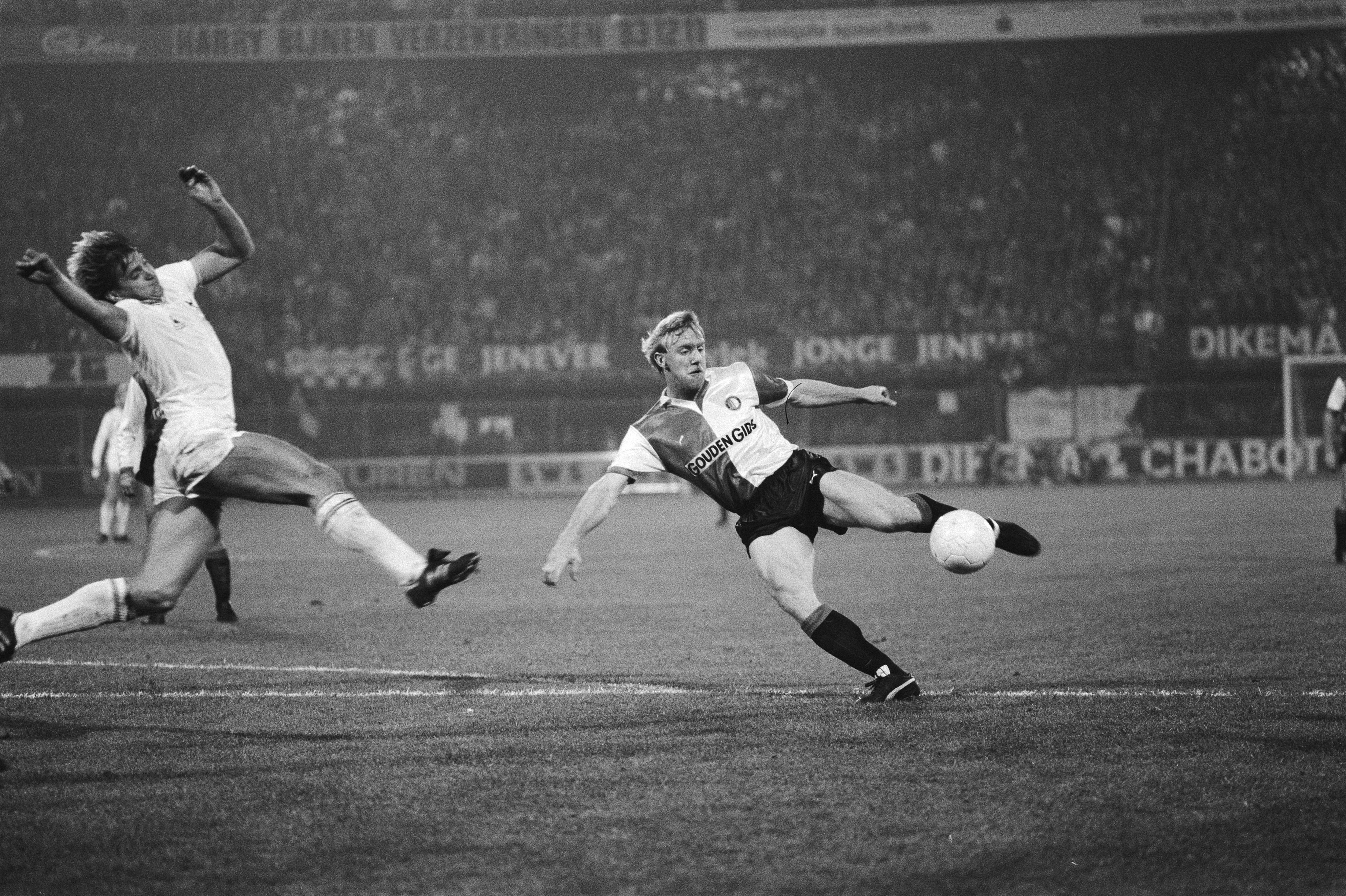
Match retour entre Feyenoord et Tottenham (victoire 0-2 des Spurs).

Tottenham termine à la 4e place du championnat anglais à l'issue de la saison 1982-1983 et se qualifie ainsi pour la Coupe UEFA 1983-1984. Le club anglais commence la compétition au premier tour face à l'équipe irlandaise de Drogheda United. La double confrontation tourne à la démonstration pour les Spurs qui font vivre un calvaire à leurs adversaires en les humiliant sur leur propre pelouse sur le large score de 6 à 0 avec des doublés de Mark Falco et de Gary Mabbutt. Le match retour voit une plus large victoire de Tottenham à White Hart Lane sur le score de 8 à 0, soit son deuxième plus large succès sur la scène européenne. Tottenham retrouve l'un de ses adversaires le plus récurrent, le Feyenoord Rotterdam. Les Spurs reçoivent les Néerlandais, emmenés par la légende Johan Cruyff, le 19 octobre 1983. Dans la lignée du tour précédent, la première mi-temps est une démonstration de force des londoniens qui mènent alors 4 à 0 à la pause. Cependant les néerlandais réduisent l'écart par deux fois pour entretenir l'espoir d'une qualification (4-2). Il n'en sera rien et Tottenham s'impose de 2 buts à 0 au Stade Feijenoord,. Au tour suivant, c'est le géant allemand du Bayern Munich qui se dresse sur le chemin de Tottenham pour la deuxième année consécutive. Lors du match aller en Allemagne, les Spurs réalisent un grand match défensivement mais finit par céder à quatre minutes du terme après un raid solitaire de Karl-Heinz Rummenigge. En mauvaise posture au coup d'envoi du match retour au Lane le 7 décembre 1983, les Spurs prennent rapidement le dessus sur les bavarois mais le score est toujours de 0-0 à la mi-temps. Cependant, Tottenham parvient à concrétiser sa domination et ouvre le score par Steve Archibald à la suite d'un coup franc obtenu par les londoniens. Le Bayern se réveille alors et tente d'égaliser mais Rummenigge bute plusieurs fois sur Ray Clemence. Deux minutes avant la fin du temps réglementaire, Mark Falco créée l'exploit en battant le gardien de but allemand Jean-Marie Pfaff d'une frappe croisée à la suite d'une passe en cloche de Gary Stevens pour envoyer les Spurs en quarts de finale,. Pour accéder aux demi-finales de la compétition pour la quatrième fois en quatre participations, Tottenham doit disposer du club autrichien du Austria Vienne et passe le tour sans trop de difficultés (2-0 ; 2-2),. En demi-finale, Tottenham prend rapidement les devants face aux croates du Hajduk Split grâce à l'ouverture du score de Falco, mais finit par s'effondrer en fin de match et de s'incliner (2-1). Cependant, Micky Hazard se charge d'inverser la situation en inscrivant le seul but du match retour pour qualifier Tottenham en finale,.
Lieu : Stade Constant Vanden Stock, (38 000 spectateurs), Bruxelles, (Belgique) .
Date : 9 mai 1984.
Score :  RSC Anderlecht 1 - 1 Tottenham Hotspur .
Buts : Miller (en)   58e
Effectif de Tottenham Hotspur : Tony Parks (en) , Danny Thomas (en), Chris Hughton, Graham Roberts, Paul Miller (en), Steve Perryman , Micky Hazard (en), Steve Archibald, Mark Falco (en), Gary Stevens ( 81e), Tony Galvin.
Remplaçants de Tottenham Hotspur : Gary Mabbutt ( 81e ).
Arbitre :  Bruno Galler
Lieu : White Hart Lane (46 258 spectateurs), Londres, (Angleterre) .
Date : 23 mai 1984.
Score :  Tottenham Hotspur (4) 1 - 1 (3) RSC Anderlecht .
Buts : Roberts   83e
Tirs au but :
Roberts 

Falco (en) 

Stevens 

Archibald 

Thomas (en) 
Effectif de Tottenham Hotspur : Tony Parks (en), Danny Thomas (en), Chris Hughton, Graham Roberts , Paul Miller (en) ( 77e), Gary Mabbutt ( 73e), Micky Hazard (en), Steve Archibald, Mark Falco (en), Gary Stevens, Tony Galvin.
Remplaçants de Tottenham Hotspur : Ally Dick (en) ( 73e ), Osvaldo Ardiles ( 77e ).
En finale, Tottenham se retrouve face au club belge tenant du titre du RSC Anderlecht, tombeur notamment du RC Lens et de Nottingham Forest. Tout comme en 1972 et en 1984, la finale se joue en deux matchs, l'aller étant disputé le 9 mai 1984 au Lotto Park. Après une mi-temps vierge en termes de buts, Paul Miller ouvre le score sur corner à la 58e minute pour les Spurs. Cependant les belges égalisent à cinq minutes du terme à la suite d'une faute de main du gardien de but de Tottenham, Tony Parks. Après ce match, l'issue de la confrontation reste très incertaine avant le retour à White Hart Lane. Le 23 mai 1984, Tottenham reçoit Anderlecht pour disputer le match retour. Comme à l'aller, les deux équipes rentrent au vestiaires sur le score de 0 à 0. Cependant, à l'inverse du match aller, c'est Anderlecht qui ouvre le score grâce à Alexandre Czerniatynski qui remporte son face à face avec Parks. Tottenham pousse et Osvaldo Ardiles touche la barre transversale à bout portant mais dans la foulée, le capitaine Graham Roberts égalise à cinq minutes du terme. Les prolongations ne permettent pas aux équipes de se départager et le titre va donc se jouer aux tirs au but. Tony Parks repousse le premier et le dernier tir pour permettre à Tottenham de remporter son troisième trophée européen et sa deuxième Coupe UEFA,.

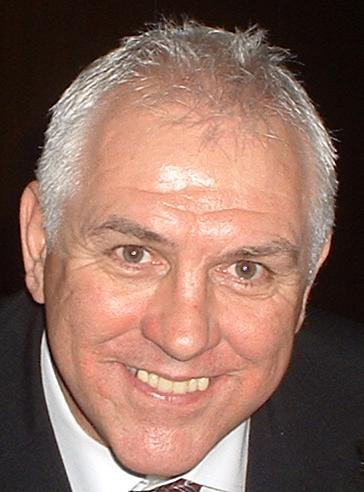
Graham Roberts, ici en 2006, égalise lors de la finale retour face au RSC Anderlecht.

Ce sacre permet à Tottenham de participer à l'édition suivante de la compétition. Les Spurs font leur entrée au premier tour face au club portugais du Sporting Braga. Le match aller qui se joue au Portugal tourne à la démonstration pour les londoniens, qui mènent déjà 3 buts à 0 à la pause. Le score n'évoluera pas et Tottenham achève les portugais à White Hart Lane par une écrasante victoire 6-0 (9-0 au score cumulé),. Au second tour, Tottenham se retrouve face aux belges du Club Bruges. Malheureusement pour les Lilywhites, ils n'ont pas la même réussite face à eux au match aller que celle contre Anderlecht en finale de la saison passée, s'inclinant sur le score de 2 buts à 1 en Belgique. Il en faut cependant bien plus pour inquiéter la machine des Spurs, qui écrasent leur adversaire à White Hart Lane sur le score de 3 à 0 et se qualifient pour le tour suivant,. Après avoir éliminé les Bohemians Prague en huitièmes de finale, c'est le géant espagnol du Real Madrid qui se dresse face aux Spurs. Tottenham reçoit les madrilènes le 6 mars 1985 à White Hart Lane. La rencontre tourne au cauchemar pour Tottenham, qui s'incline pour la première fois de son histoire européenne sur sa pelouse, à la suite d'un but contre son camp de Steve Perryman et à une erreur d'arbitrage sur un but refusé à Tony Galvin (0-1),. Le match retour à Santiago Bernabéu voit la fin du parcours des Spurs à la suite d'un match nul (0-0) marqué par un nouveau but injustement refusé à Tottenham et marqué par Mark Falco, échouant ainsi à rallier les demi-finales de la Coupe UEFA pour la première fois en cinq participations,.

### 1985-2006: Rares apparitions sur la scène européenne

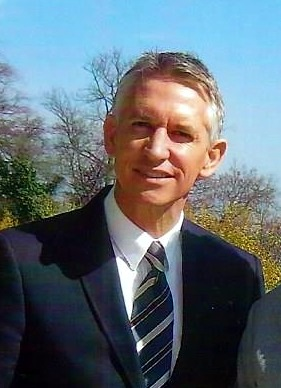
Gary Lineker inscrit un doublé face au FC Porto à White Hart Lane le 23 octobre 1991.

Après son quart de finale perdu face au Real Madrid, Tottenham Hotspur se concentre sur son championnat anglais et termine à la 3e place du classement derrière Liverpool et Everton, en battant son record de points (77). Alors que le club devait participer une nouvelle fois à la Coupe UEFA, un incident en finale de la Coupe d'Europe des clubs champions entre Liverpool et la Juventus au stade du Heysel voit la mort de plusieurs supporters italiens à la suite d'un mouvement de foule des fans de Reds. La sanction de l'UEFA tombe et la totalité des clubs anglais est bannie des compétitions européennes pour les six saisons suivantes. Tottenham doit alors attendre 1991 pour retrouver l'Europe. Le 18 mai 1991, les Spurs remportent la FA Cup en battant Nottingham Forest en finale (2-1) et après avoir dominé Arsenal à l'issue d'une demi-finale légendaire (3-1),. Le club du nord de Londres obtient alors son ticket pour la Coupe des coupes 1991-1992.

#### 1991-1992: Dernière participation en C2
Les londoniens tombent face au club yougoslave du Hajduk Split, équipe que Tottenham avait éliminé en demi-finale de la Coupe UEFA en 1984, et ce après avoir éliminé le SV Stockerau en tour préliminaire (2-0 au score cumulé). Emmenés par des joueurs tels que Gary Mabbutt et Gary Lineker, Tottenham est décevant au match aller en Yougoslavie et s'incline 1 but à 0. Cependant, les Spurs ne se laissent pas abattre et le match retour est d'un tout autre niveau et se qualifient grâce à des buts de David Tuttle et de Gordon Durie (2-0). Au tour suivant, Tottenham doit affronter le champion d'Europe 1987 le FC Porto. Le statut des portugais n'effraie pas les Spurs et emmenés par un Gary Lineker auteur d'un doublé, les londoniens s'imposent à White Hart Lane (3-1). Le match retour se solde par un score nul et vierge et Tottenham se qualifie pour les quarts de finale. Les londoniens retrouvent l'équipe qu'ils ont le plus affronté sur la scène européenne, le Feyenoord Rotterdam. Les Spurs ne parviennent pas à imposer leur jeu et s'inclinent aux Pays-Bas sur le plus petit des scores (1-0). Le match retour sera également témoin de l'inefficacité de Tottenham qui est éliminé à la suite du match nul au Lane (0-0).
Tottenham vit alors une longue période sans coupes d'Europe, échouant deux trois fois en demi-finale de la FA Cup (1993, 1995, 1999) et terminant au mieux à la 7e place du classement de Premier League. En 1995, Tottenham est invité à participer à la Coupe Intertoto, une compétition rassemblant les meilleures équipes d'Europe non qualifiées pour la Ligue des champions et la Coupe UEFA. Le club londonien n'a en réalité aucune intention de jouer la compétition à fond et aligne donc une équipe de jeunes, équipe qui s'incline puis s'impose lors des deux premiers matchs de la compétition. Après une nouvelle défaite face aux suédois de Öster (1-2), Tottenham subit un revers historique face au FC Cologne en s'inclinant sur le large score de 8 buts à 0 et est éliminé de la compétition. Tottenham et un autre club anglais, à savoir Wimbledon, ont été condamnés à une interdiction de participer à une coupe d'Europe après avoir aligné des équipes bis, mais la décision a été cassée en appel.

#### 1999-2000: Retour en Europe décevant
En 1999, Tottenham remporte enfin un trophée, la League Cup face à Leicester City (1-0) et gagne son premier ticket pour la Coupe UEFA depuis 14 ans et son premier pour une coupe d'Europe depuis 8 ans. Cependant, l'aventure est très courte pour les Spurs qui après avoir éliminé Zimbru Chișinău au premier tour (3-0 au score cumulé),, subissent une remontada face au club allemand du Kaiserslautern après avoir remporté le match aller 1 à 0 (2-1 au score cumulé),.

### Depuis 2006: Ancrage dans le football européen
Lors de la saison 2005-2006, Tottenham Hotspur termine à la 5e place du championnat anglais et se qualifie pour la Coupe UEFA. Il s'agit de la première fois depuis 1985 que les Spurs se qualifient via le championnat en coupe d'Europe.

#### 2006-2010: Figuration sur la scène européenne

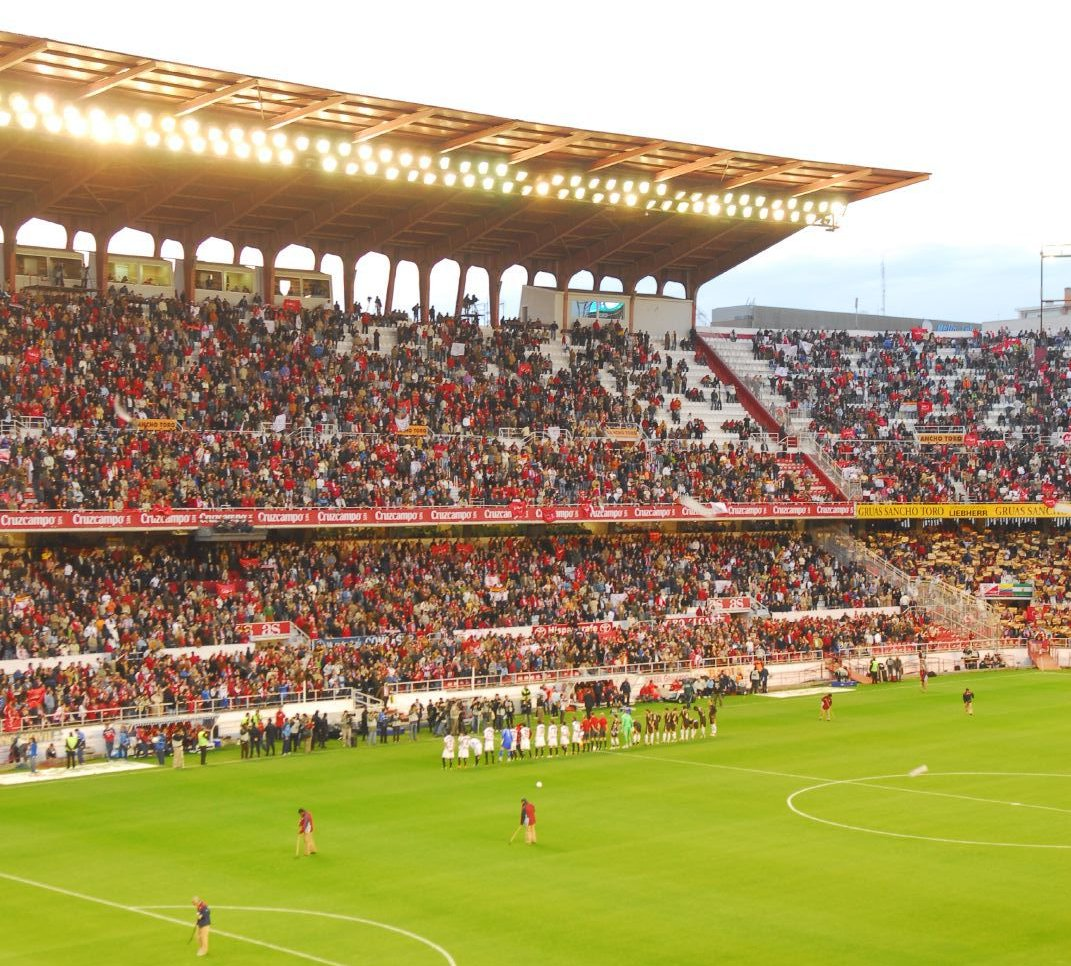
Avant-match de la rencontre le Séville FC et Tottenham Hotspur lors de la Coupe UEFA en 2007.

Le club du nord de Londres fait son retour en Europe face au Slavia Prague au tour préliminaire de la compétition. Tottenham s'impose au match aller et au match retour sur le score 1-0 et rejoint la phase de groupes. Tottenham est placé dans le groupe B en compagnie du Dynamo Bucarest, le Bayer Leverkusen, le Beşiktaş et le Club Bruges. Les Spurs remportent tout leur matchs et terminent premiers de leur groupe, notamment grâce à la grande forme de leur attaquant bulgare Dimitar Berbatov, qui marque lors de chaque rencontre. Tottenham est dispensé de seizième de finale en raison du forfait du club adverse, le Feyenoord Rotterdam, équipe que les Spurs ont déjà affronté à maintes reprises. Le club hollandais est exclu de la compétition à la suite d'un débordement de ses supporters lors d'un match contre l'AS Nancy-Lorraine en phase de groupes. Le club du nord de Londres se retrouve alors face au club portugais du Sporting Braga. Tottenham s'impose difficilement à chaque fois sur le score de trois buts à deux et progresse vers les quarts de finale face au Séville FC,. Lors du match aller, Tottenham ouvre le score au bout de seulement deux minutes grâce à Robbie Keane. Cependant, cette courte avance ne dure pas et les Spurs s'inclinent sur le score de deux buts à un. A White Hart Lane, le match retour débute extrêmement mal pour les Spurs, qui se retrouvent menés deux buts à zéro à la pause. Mais en deux minutes, Tottenham revient au score grâce à Jermain Defoe et Aaron Lennon mais ne parvient pas à marquer plus de buts, et quitte ainsi la compétition au stade des quarts de finale face au futur vainqueur.  
Qualifié pour l'édition suivante de la compétition, Tottenham débute lors du premier tour contre le Anorthosis Famagouste, un club chypriote. Les Spurs s'imposent facilement sur le score cumulé de 7-2, notamment grâce à une large victoire à White Hart Lane (6-1). Le club londonien termine par la suite à la deuxième place du groupe G derrière le club espagnol de Getafe et fait face au Slavia Prague en seizièmes de finale. Tottenham s'impose sur la pelouse tchèque sur le score de deux buts à un avant de valider la qualification à la suite d'un match nul au Lane (1-1). Les Spurs se retrouvent alors face aux Néerlandais du PSV Eindhoven. Tottenham s'incline sur sa pelouse sur la plus petite des marges (0-1) et parvient à s'imposer dans la douleur aux Pays-Bas grâce à un but de Dimitar Berbatov, mais s'incline aux tirs au but (6-5 t.a.b.),.
Tottenham termine à la 11e place du championnat anglais à l'issue de la saison 2007-2008, bien insuffisante pour se qualifier pour une coupe d'Europe. Cependant, les Spurs sauvent leur saison en remportant la Coupe de la ligue contre Chelsea, et obtiennent ainsi leur ticket pour la Coupe UEFA 2008-2009. Après s'être difficilement débarrassé de Cracovie en tour préliminaire, Tottenham termine deuxième de son groupe derrière Udinese et se retrouve opposé au Chakhtar Donetsk. Les Spurs s'effondrent dans les quinze dernières minutes en encaissant deux buts en Ukraine, rendant la tâche plus compliquée au match retour. Les londoniens font une bonne entame de match et au retour des vestiaires, Giovani dos Santos ouvre le score pour les Spurs. Malheureusement, Tottenham ne parvient pas à inscrire le deuxième but et se fait même égaliser dans les cinq dernières minutes par le futur vainqueur de la compétition (3-1 au score cumulé). La même année, Tottenham termine à la 8e place du classement de Premier League, non qualificative pour la Coupe UEFA et manque encore l'Europe en perdant la finale de la League Cup contre Manchester United (0-0 ; 4-1 t.a.b.).

#### 2010-2011: Épopée inattendue en Ligue des champions
Tottenham réalise une saison 2009-2010 historique. Sous les ordres de Harry Redknapp, les Spurs accrochent la quatrième place du classement de la Premier League et se qualifient pour la Ligue des champions, 50 ans après leur dernière participation. 
Les Spurs doivent se défaire des Young Boys de Berne en barrages afin de pouvoir rejoindre la phase de groupes de la compétition. Au bout de seulement 28 minutes, Tottenham se retrouve mené 3 à 0 mais parvient à limiter la casse en inscrivant deux buts par l'intermédiaire de Sébastien Bassong et de Roman Pavlioutchenko. Au match retour à White Hart Lane, Tottenham écrase son adversaire grâce à un triplé de Peter Crouch et rallie la phase de groupes (4-0). 
Tottenham est placé dans le groupe A en compagnie du FC Twente, du Werder Brême et du vainqueur de l'édition précédente, l'Inter Milan. Les Spurs disputent leur premier match le 14 septembre 2010 sur la pelouse des allemands du Werder. Au bout de 18 minutes, Tottenham mène déjà deux buts à zéro grâce à un contre son camp et à une réalisation de Peter Crouch. Cependant, les allemands réduisent l'écart avant la mi-temps et parviennent même à égaliser en seconde période pour obtenir un match nul (2-2). Tottenham remporte son premier match de la phase de groupe en terrassant le FC Twente à White Hart Lane sur le score de 4 buts à 1. 

## Palmarès européen
| Compétitions internationales |
| - Ligue des champions (C1) - Finaliste : 2019. - Coupes des coupes (C2) (1) - Vainqueur : 1963. - Coupe de l'UEFA (C3) (2) - Vainqueur : 1972, 1984 et 2025 - Finaliste : 1974. |

## Matchs européens

### Matchs européens par saison
L'équipe indiquée en première est celle qui reçoit lors du match aller.
E : buts marqués à l'extérieur
ap : Prolongation
ab :  forfait
- Coupe des clubs champions européens 1961-1962

| Tour               | Club                | Aller | Total | Retour | Club              |
| ------------------ | ------------------- | ----- | ----- | ------ | ----------------- |
| Tour préliminaire  | Górnik Zabrze       | 4-2   | 5-10  | 1-8    | Tottenham Hotspur |
| Huitième de finale | Feyenoord Rotterdam | 1-3   | 2-4   | 1-1    | Tottenham Hotspur |
| Quart de finale    | Dukla Prague        | 1-0   | 2-4   | 1-4    | Tottenham Hotspur |
| Demi-finale        | Benfica Lisbonne    | 3-1   | 4-3   | 1-2    | Tottenham Hotspur |

- Coupe d'Europe des vainqueurs de coupe 1962-1963

| Tour               | Club              | Aller | Total | Retour | Club               |
| ------------------ | ----------------- | ----- | ----- | ------ | ------------------ |
| Huitième de finale | Tottenham Hotspur | 5-2   | 8-4   | 3-2    | Glasgow Rangers    |
| Quart de finale    | Slovan Bratislava | 2-0   | 2-6   | 0-6    | Tottenham Hotspur  |
| Demi-finale        | OFK Belgrade      | 1-2   | 2-5   | 1-3    | Tottenham Hotspur  |
| Finale             | Tottenham Hotspur |       | 5-1   |        | Atlético de Madrid |

- Coupe d'Europe des vainqueurs de coupe 1963-1964

| Tour               | Club              | Aller | Total | Retour | Club              |
| ------------------ | ----------------- | ----- | ----- | ------ | ----------------- |
| Huitième de finale | Tottenham Hotspur | 2-0   | 3-4   | 1-4    | Manchester United |

- Coupe d'Europe des vainqueurs de coupe 1967-1968

| Tour               | Club               | Aller | Total | Retour | Club              |
| ------------------ | ------------------ | ----- | ----- | ------ | ----------------- |
| Huitième de finale | HNK Hajduk Split   | 0-2   | 3-6   | 3-4    | Tottenham Hotspur |
| Quart de finale    | Olympique lyonnais | 1-0   | E4-4  | 3-4    | Tottenham Hotspur |

- Coupe UEFA 1971-1972

| Tour                      | Club                    | Aller | Total | Retour | Club              |
| ------------------------- | ----------------------- | ----- | ----- | ------ | ----------------- |
| Trente-deuxième de finale | ÍBK Keflavík            | 1-6   | 1-15  | 0-9    | Tottenham Hotspur |
| Seizième de finale        | FC Nantes               | 0-1   | 0-1   | 0-0    | Tottenham Hotspur |
| Huitième de finale        | Tottenham Hotspur       | 3-0   | 5-0   | 2-0    | Rapid Bucarest    |
| Quart de finale           | UT Arad                 | 0-2   | 1-3   | 1-1    | Tottenham Hotspur |
| Demi-finale               | Tottenham Hotspur       | 2-1   | 3-2   | 1-1    | AC Milan          |
| Finale                    | Wolverhampton Wanderers | 1-2   | 2-3   | 1-1    | Tottenham Hotspur |

- Coupe UEFA 1972-1973

| Tour                      | Club              | Aller | Total | Retour | Club                     |
| ------------------------- | ----------------- | ----- | ----- | ------ | ------------------------ |
| Trente-deuxième de finale | FK Lyn Oslo       | 3-6   | 3-12  | 0-6    | Tottenham Hotspur        |
| Seizième de finale        | Tottenham Hotspur | 4-0   | 4-1   | 0-1    | Olympiakos               |
| Huitième de finale        | Tottenham Hotspur | 2-0   | 2-1   | 0-1    | Étoile rouge de Belgrade |
| Quart de finale           | Tottenham Hotspur | 1-0   | E2-2  | 1-2    | Vitória Setúbal          |
| Demi-finale               | Liverpool FC      | 1-0   | E2-2  | 1-2    | Tottenham Hotspur        |

- Coupe UEFA 1973-1974

| Tour                      | Club               | Aller | Total | Retour | Club                |
| ------------------------- | ------------------ | ----- | ----- | ------ | ------------------- |
| Trente-deuxième de finale | Grasshopper Zurich | 1-5   | 2-9   | 1-4    | Tottenham Hotspur   |
| Seizième de finale        | Aberdeen FC        | 1-1   | 2-5   | 1-4    | Tottenham Hotspur   |
| Huitième de finale        | Dinamo Tbilissi    | 1-1   | 2-6   | 1-5    | Tottenham Hotspur   |
| Quart de finale           | FC Cologne         | 1-2   | 1-5   | 0-3    | Tottenham Hotspur   |
| Demi-finale               | Lokomotive Leipzig | 1-2   | 1-4   | 0-2    | Tottenham Hotspur   |
| Finale                    | Tottenham Hotspur  | 2-2   | 2-4   | 0-2    | Feyenoord Rotterdam |

- Coupe d'Europe des vainqueurs de coupe 1981-1982

| Tour               | Club              | Aller | Total | Retour | Club                |
| ------------------ | ----------------- | ----- | ----- | ------ | ------------------- |
| Seizième de finale | Ajax Amsterdam    | 1-3   | 1-6   | 0-3    | Tottenham Hotspur   |
| Huitième de finale | Dundalk FC        | 1-1   | 1-2   | 0-1    | Tottenham Hotspur   |
| Quart de finale    | Tottenham Hotspur | 2-0   | 3-2   | 1-2    | Eintracht Francfort |
| Demi-finale        | Tottenham Hotspur | 1-1   | 1-2   | 0-1    | FC Barcelone        |

- Coupe d'Europe des vainqueurs de coupe 1982-1983

| Tour               | Club              | Aller | Total | Retour | Club              |
| ------------------ | ----------------- | ----- | ----- | ------ | ----------------- |
| Seizième de finale | Coleraine FC      | 1-3   | 1-6   | 0-3    | Tottenham Hotspur |
| Huitième de finale | Tottenham Hotspur | 1-1   | 2-5   | 1-4    | Bayern Munich     |

- Coupe UEFA 1983-1984

| Tour                      | Club              | Aller | Total         | Retour | Club                |
| ------------------------- | ----------------- | ----- | ------------- | ------ | ------------------- |
| Trente-deuxième de finale | Drogheda United   | 0-6   | 0-14          | 0-8    | Tottenham Hotspur   |
| Seizième de finale        | Tottenham Hotspur | 4-2   | 6-2           | 2-0    | Feyenoord Rotterdam |
| Huitième de finale        | Bayern Munich     | 1-0   | 1-2           | 0-2    | Tottenham Hotspur   |
| Quart de finale           | Tottenham Hotspur | 2-0   | 4-2           | 2-2    | Austria Vienne      |
| Demi-finale               | Hajduk Split      | 2-1   | 2-2E          | 0-1    | Tottenham Hotspur   |
| Finale                    | RSC Anderlecht    | 1-1   | 2-2 (3-4 tab) | 1-1    | Tottenham Hotspur   |

- Coupe UEFA 1984-1985

| Tour                      | Club              | Aller | Total | Retour | Club              |
| ------------------------- | ----------------- | ----- | ----- | ------ | ----------------- |
| Trente-deuxième de finale | SC Braga          | 0-3   | 0-9   | 0-6    | Tottenham Hotspur |
| Seizième de finale        | Club Bruges       | 2-1   | 2-4   | 0-3    | Tottenham Hotspur |
| Huitième de finale        | Tottenham Hotspur | 2-0   | 3-1   | 1-1    | Bohemians Prague  |
| Quart de finale           | Real Madrid       | 0-0   | 1-0   | 1-0    | Tottenham Hotspur |

- Coupe d'Europe des vainqueurs de coupe 1991-1992

| Tour               | Club                | Aller | Total | Retour | Club              |
| ------------------ | ------------------- | ----- | ----- | ------ | ----------------- |
| Tour préliminaire  | SV Stockerau        | 0-1   | 0-2   | 0-1    | Tottenham Hotspur |
| Seizième de finale | Hajduk Split        | 1-0   | 1-2   | 0-2    | Tottenham Hotspur |
| Huitième de finale | Tottenham Hotspur   | 3-1   | 3-1   | 0-0    | FC Porto          |
| Quart de finale    | Feyenoord Rotterdam | 1-0   | 1-0   | 0-0    | Tottenham Hotspur |

- Coupe Intertoto 1995

| Tour             | Club              | Aller | Total | Retour | Club              |
| ---------------- | ----------------- | ----- | ----- | ------ | ----------------- |
| Phase de groupes | Tottenham Hotspur | –     | 0-2   | –      | FC Lucerne        |
| Phase de groupes | Rudar Velenje     | –     | 1-2   | –      | Tottenham Hotspur |
| Phase de groupes | Tottenham Hotspur | –     | 1-2   | –      | Östers IF         |
| Phase de groupes | FC Cologne        | –     | 8-0   | –      | Tottenham Hotspur |

- Coupe UEFA 1999-2000

| Tour               | Club              | Aller | Total | Retour | Club              |
| ------------------ | ----------------- | ----- | ----- | ------ | ----------------- |
| Tour préliminaire  | Tottenham Hotspur | 3-0   | 3-0   | 0-0    | Zimbru Chișinău   |
| Seizième de finale | Tottenham Hotspur | 1-0   | 1-2   | 0-2    | FC Kaiserslautern |

- Coupe UEFA 2006-2007

| Tour                | Club                | Aller | Total | Retour | Club              |
| ------------------- | ------------------- | ----- | ----- | ------ | ----------------- |
| Premier tour        | Slavia Prague       | 0-1   | 0-2   | 0-1    | Tottenham Hotspur |
| Phase de groupes    | Beşiktaş            | –     | 0-2   | –      | Tottenham Hotspur |
| Phase de groupes    | Tottenham Hotspur   | –     | 3-1   | –      | Club Bruges       |
| Phase de groupes    | Bayer Leverkusen    | –     | 0-1   | –      | Tottenham Hotspur |
| Phase de groupes    | Tottenham Hotspur   | –     | 3-1   | –      | Dinamo Bucarest   |
| Seizièmes de finale | Feyenoord Rotterdam | –     | ab.   | –      | Tottenham Hotspur |
| Huitièmes de finale | SC Braga            | 2-3   | 4-6   | 2-3    | Tottenham Hotspur |
| Quarts de finale    | Séville FC          | 2-1   | 4-3   | 2-2    | Tottenham Hotspur |

- Coupe UEFA 2007-2008

| Tour                | Club              | Aller | Total         | Retour | Club                  |
| ------------------- | ----------------- | ----- | ------------- | ------ | --------------------- |
| Premier tour        | Tottenham Hotspur | 6-1   | 7-2           | 1-1    | Anórthosis Famagouste |
| Phase de groupes    | Tottenham Hotspur | –     | 1-2           | –      | Getafe CF             |
| Phase de groupes    | Hapoël Tel-Aviv   | –     | 0-2           | –      | Tottenham Hotspur     |
| Phase de groupes    | Tottenham Hotspur | –     | 3-2           | –      | Aalborg BK            |
| Phase de groupes    | RSC Anderlecht    | –     | 1-1           | –      | Tottenham Hotspur     |
| Seizièmes de finale | Slavia Prague     | 1-2   | 2-3           | 1-1    | Tottenham Hotspur     |
| Huitièmes de finale | Tottenham Hotspur | 0-1   | 1-1 (5-6 tab) | 1-0    | PSV Eindhoven         |

- Coupe UEFA 2008-2009

| Tour                | Club              | Aller | Total | Retour | Club              |
| ------------------- | ----------------- | ----- | ----- | ------ | ----------------- |
| Premier tour        | Tottenham Hotspur | 2-1   | 3-2   | 1-1    | Wisła Cracovie    |
| Phase de groupes    | Udinese Calcio    | –     | 2-1   | –      | Tottenham Hotspur |
| Phase de groupes    | Tottenham Hotspur | –     | 4-0   | –      | Dinamo Zagreb     |
| Phase de groupes    | NEC Nimègue       | –     | 0-1   | –      | Tottenham Hotspur |
| Phase de groupes    | Tottenham Hotspur | –     | 2-2   | –      | Spartak Moscou    |
| Seizièmes de finale | Chakhtar Donetsk  | 2-0   | 3-1   | 1-1    | Tottenham Hotspur |

- Ligue des champions de l'UEFA 2010-2011

| Tour                | Club              | Aller | Total | Retour | Club              |
| ------------------- | ----------------- | ----- | ----- | ------ | ----------------- |
| Barrages            | Young Boys Berne  | 3-2   | 3-6   | 0-4    | Tottenham Hotspur |
| Phase de groupes    | Werder Brême      | 2-2   | –     | 0-3    | Tottenham Hotspur |
| Phase de groupes    | Tottenham Hotspur | 4-1   | –     | 3-3    | FC Twente         |
| Phase de groupes    | Inter Milan       | 4-3   | –     | 1-3    | Tottenham Hotspur |
| Huitièmes de finale | AC Milan          | 0-1   | 0-1   | 0-0    | Tottenham Hotspur |
| Quarts de finale    | Real Madrid       | 4-0   | 5-0   | 1-0    | Tottenham Hotspur |

- Ligue Europa 2011-2012

| Tour             | Club                | Aller | Total | Retour | Club              |
| ---------------- | ------------------- | ----- | ----- | ------ | ----------------- |
| Barrages         | Heart of Midlothian | 0-5   | 0-5   | 0-0    | Tottenham Hotspur |
| Phase de groupes | PAOK Salonique      | 0-0   | –     | 2-1    | Tottenham Hotspur |
| Phase de groupes | Tottenham Hotspur   | 3-1   | –     | 4-0    | Shamrock Rovers   |
| Phase de groupes | Tottenham Hotspur   | 1-0   | –     | 0-1    | Rubin Kazan       |

- Ligue Europa 2012-2013

| Tour                | Club              | Aller | Total         | Retour | Club               |
| ------------------- | ----------------- | ----- | ------------- | ------ | ------------------ |
| Phase de groupes    | Tottenham Hotspur | 0-0   | –             | 0-0    | Lazio Rome         |
| Phase de groupes    | Panathinaïkós     | 1-1   | –             | 1-3    | Tottenham Hotspur  |
| Phase de groupes    | NK Maribor        | 1-1   | –             | 1-3    | Tottenham Hotspur  |
| Seizièmes de finale | Tottenham Hotspur | 2-1   | 3-2           | 1-1    | Olympique lyonnais |
| Huitièmes de finale | Tottenham Hotspur | 3-0   | E4-4          | 1-4ap  | Inter Milan        |
| Quarts de finale    | Tottenham Hotspur | 2-2   | 4-4 (1-4 tab) | 2-2    | FC Bâle            |

- Ligue Europa 2013-2014

| Tour                | Club                   | Aller | Total | Retour | Club              |
| ------------------- | ---------------------- | ----- | ----- | ------ | ----------------- |
| Barrages            | Dinamo Tbilissi        | 0-5   | 0-8   | 0-3    | Tottenham Hotspur |
| Phase de groupes    | Tottenham Hotspur      | 3-0   | –     | 2-0    | Tromsø IL         |
| Phase de groupes    | Anji Makhatchkala      | 0-2   | –     | 1-4    | Tottenham Hotspur |
| Phase de groupes    | Sheriff Tiraspol       | 0-2   | –     | 1-2    | Tottenham Hotspur |
| Seizièmes de finale | Dnipro Dniepropetrovsk | 1-0   | 2-3   | 1-3    | Tottenham Hotspur |
| Huitièmes de finale | Tottenham Hotspur      | 1-3   | 3-5   | 2-2    | Benfica Lisbonne  |

- Ligue Europa 2014-2015

| Tour                | Club              | Aller | Total | Retour | Club              |
| ------------------- | ----------------- | ----- | ----- | ------ | ----------------- |
| Barrages            | AEL Limassol      | 1-2   | 1-5   | 0-3    | Tottenham Hotspur |
| Phase de groupes    | Partizan Belgrade | 0-0   | –     | 0-1    | Tottenham Hotspur |
| Phase de groupes    | Tottenham Hotspur | 1-1   | –     | 0-1    | Beşiktaş JK       |
| Phase de groupes    | Tottenham Hotspur | 5-1   | –     | 2-1    | Asteras Tripolis  |
| Seizièmes de finale | Tottenham Hotspur | 1-1   | 1-3   | 0-2    | ACF Fiorentina    |

- Ligue Europa 2015-2016

| Tour                | Club              | Aller | Total | Retour | Club              |
| ------------------- | ----------------- | ----- | ----- | ------ | ----------------- |
| Phase de groupes    | Tottenham Hotspur | 3-1   | –     | 1-0    | Qarabağ FK        |
| Phase de groupes    | AS Monaco         | 1-1   | –     | 1-4    | Tottenham Hotspur |
| Phase de groupes    | RSC Anderlecht    | 2-1   | –     | 1-2    | Tottenham Hotspur |
| Seizièmes de finale | ACF Fiorentina    | 1-1   | 1-4   | 0-3    | Tottenham Hotspur |
| Huitièmes de finale | Borussia Dortmund | 3-0   | 5-1   | 2-1    | Tottenham Hotspur |

- Ligue des champions de l'UEFA 2016-2017

| Tour             | Club              | Aller | Total | Retour | Club              |
| ---------------- | ----------------- | ----- | ----- | ------ | ----------------- |
| Phase de groupes | Tottenham Hotspur | 1-2   | –     | 1-2    | AS Monaco         |
| Phase de groupes | CSKA Moscou       | 0-1   | –     | 1-3    | Tottenham Hotspur |
| Phase de groupes | Bayer Leverkusen  | 0-0   | –     | 1-1    | Tottenham Hotspur |

- Ligue Europa 2015-2016

| Tour                | Club            | Aller | Total | Retour | Club              |
| ------------------- | --------------- | ----- | ----- | ------ | ----------------- |
| Seizièmes de finale | KAA La Gantoise | 1-0   | 3-2   | 2-2    | Tottenham Hotspur |

- Ligue des champions de l'UEFA 2017-2018

| Tour                | Club              | Aller | Total | Retour | Club              |
| ------------------- | ----------------- | ----- | ----- | ------ | ----------------- |
| Phase de groupes    | Tottenham Hotspur | 3-1   | –     | 2-1    | Borussia Dortmund |
| Phase de groupes    | APOEL Nicosie     | 0-3   | –     | 0-3    | Tottenham Hotspur |
| Phase de groupes    | Real Madrid       | 1-1   | –     | 1-3    | Tottenham Hotspur |
| Huitièmes de finale | Juventus FC       | 2-2   | 4-3   | 2-1    | Tottenham Hotspur |

- Ligue des champions de l'UEFA 2018-2019

| Tour                | Club              | Aller | Total | Retour | Club              |
| ------------------- | ----------------- | ----- | ----- | ------ | ----------------- |
| Phase de groupes    | Inter Milan       | 2-1   | –     | 0-1    | Tottenham Hotspur |
| Phase de groupes    | Tottenham Hotspur | 2-4   | –     | 1-1    | FC Barcelone      |
| Phase de groupes    | PSV Eindhoven     | 2-2   | –     | 1-2    | Tottenham Hotspur |
| Huitièmes de finale | Tottenham Hotspur | 3-0   | 4-0   | 1-0    | Borussia Dortmund |
| Quarts de finale    | Tottenham Hotspur | 1-0   | E4-4  | 3-4    | Manchester City   |
| Demi-finales        | Tottenham Hotspur | 0-1   | E3-3  | 3-2    | Ajax Amsterdam    |
| Finale              | Tottenham Hotspur | –     | 0-2   | –      | Liverpool FC      |

- Ligue des champions de l'UEFA 2019-2020

| Tour                | Club              | Aller | Total | Retour | Club                     |
| ------------------- | ----------------- | ----- | ----- | ------ | ------------------------ |
| Phase de groupes    | Olympiakos        | 2-2   | –     | 2-4    | Tottenham Hotspur        |
| Phase de groupes    | Tottenham Hotspur | 2-7   | –     | 1-3    | Bayern Munich            |
| Phase de groupes    | Tottenham Hotspur | 5-0   | –     | 4-0    | Étoile rouge de Belgrade |
| Huitièmes de finale | Tottenham Hotspur | 0-1   | 0-4   | 0-3    | RB Leipzig               |

- Ligue Europa 2020-2021

| Tour                     | Club               | Aller | Total | Retour | Club              |
| ------------------------ | ------------------ | ----- | ----- | ------ | ----------------- |
| 2e tour de qualification | Lokomotiv Plovdiv  | –     | 1-2   | –      | Tottenham Hotspur |
| 3e tour de qualification | FK Shkëndija       | –     | 1-3   | –      | Tottenham Hotspur |
| Barrages                 | Tottenham Hotspur  | –     | 7-2   | –      | Maccabi Haïfa     |
| Phase de groupes         | Tottenham Hotspur  | 3-0   | –     | 3-3    | LASK              |
| Phase de groupes         | Royal Antwerp FC   | 1-0   | –     | 0-2    | Tottenham Hotspur |
| Phase de groupes         | Ludogorets Razgrad | 1-3   | –     | 0-4    | Tottenham Hotspur |
| Seizièmes de finale      | Wolfsberger AC     | 1-4   | 1-8   | 0-4    | Tottenham Hotspur |
| Huitièmes de finale      | Tottenham Hotspur  | 2-0   | 2-3   | 0-3    | Dinamo Zagreb     |

- Ligue Europa Conférence 2021-2022

| Tour             | Club                 | Aller | Total | Retour | Club              |
| ---------------- | -------------------- | ----- | ----- | ------ | ----------------- |
| Barrages         | FC Paços de Ferreira | 1-0   | 1-3   | 0-3    | Tottenham Hotspur |
| Phase de groupes | Stade rennais FC     | 2-2   | –     | 3-0    | Tottenham Hotspur |
| Phase de groupes | Tottenham Hotspur    | 5-1   | –     | 1-2    | NŠ Mura           |
| Phase de groupes | Vitesse Arnhem       | 1-0   | –     | 2-3    | Tottenham Hotspur |

- Ligue des champions de l'UEFA 2022-2023

| Tour                | Club                | Aller | Total | Retour | Club                   |
| ------------------- | ------------------- | ----- | ----- | ------ | ---------------------- |
| Phase de groupes    | Tottenham Hotspur   | 2-0   | –     | 2-1    | Olympique de Marseille |
| Phase de groupes    | Sporting CP         | 2-0   | –     | 1-1    | Tottenham Hotspur      |
| Phase de groupes    | Eintracht Francfort | 0-0   | –     | 2-3    | Tottenham Hotspur      |
| Huitièmes de finale | AC Milan            | 1-0   | -     | -      | Tottenham Hotspur      |

## Adversaires rencontrés
- Werder Brême
- FC Cologne (x2)
- Borussia Dortmund (x3)
- Eintracht Francfort (x2)
- FC Kaiserslautern
- Lokomotive Leipzig
- RB Leipzig
- Bayer Leverkusen (x2)
- Bayern Munich (x3)
- Liverpool FC (x2)
- Manchester City
- Manchester United
- Wolverhampton Wanderers
- LASK
- SV Stockerau
- Austria Vienne
- Wolfsberger AC
- Qarabağ FK
- RSC Anderlecht (x3)
- Royal Antwerp FC
- Club Bruges (x2)
- KAA La Gantoise
- Lokomotiv Plovdiv
- Ludogorets Razgrad
- Anórthosis Famagouste
- AEL Limassol
- APOEL Nicosie
- Hadjuk Split (x3)
- Dinamo Zagreb (x2)
- Aalborg BK
- Aberdeen FC
- Heart of Midlothian
- Rangers FC
- FC Barcelone (x2)
- Getafe CF
- Atlético Madrid
- Real Madrid (x3)
- Séville FC
- Olympique lyonnais (x2)
- Olympique de Marseille
- AS Monaco (x2)
- FC Nantes
- Stade rennais FC
- Dinamo Tbilissi (x2)
- Olympiakos (x2)
- Panathinaïkós
- PAOK Salonique
- Asteras Tripolis
- Drogheda United
- Dundalk FC
- Shamrock Rovers
- Coleraine FC
- Keflavik IF
- ACF Fiorentina (x2)
- AC Milan (x2)
- Inter Milan (x3)
- Lazio Rome
- Juventus FC
- Udinese Calcio
- KF Shkëndija
- Zimbru Chișinău
- Sheriff Tiraspol
- FK Lyn
- Tromsø IL
- Ajax Amsterdam (x2)
- Vitesse Arnhem
- PSV Eindhoven (x2)
- NEC Nimègue
- Feyenoord Rotterdam (x4)
- FC Twente
- Wisła Cracovie
- Górnik Zabrze
- SC Braga (x2)
- Benfica Lisbonne (x2)
- Sporting CP
- FC Paços de Ferreira
- FC Porto
- Vitória Setúbal
- Dinamo Bucarest
- Rapid Bucarest
- UTA Arad
- Rubin Kazan
- Anji Makhatchkala
- CSKA Moscou
- Spartak Moscou
- Étoile rouge de Belgrade (x2)
- OFK Belgrade
- Partizan Belgrade
- Slovan Bratislava
- NK Maribor
- NŠ Mura
- NK Rudar Velenje
- Östers IF
- FC Bâle
- Young Boys Berne
- FC Lucerne
- Grasshopper Zurich
- Bohemians Prague
- Slavia Prague (x2)
- Sparta Prague
- Beşiktaş JK (x2)
- Dnipro Dniepropetrovsk
- Chakhtar Donetsk